# Cubulco
Cubulco – miasto w środkowej Gwatemali, w departamencie Baja Verapaz, leżące w odległości 48 km na zachód od stolicy departamentu, dolinie rzeki Río Chixoy. Miasto jest siedzibą gminy o tej samej nazwie, która w 2012 roku liczyła 62 191 mieszkańców. Powierzchnia gminy obejmuje 444 km².